# 象棋开局
象棋开局，为象棋对局开始的阶段，一般指的是一盘对局最初的十几个回合。按照对局的起手走子来分，开局的类型可粗略的分为炮局、兵局、相局和马局等。2004年，中国象棋开局编号（ECCO，Encyclopedia of Chinese Chess Openings）被制定，又将象棋开局编为五大类，每个大类又细分为几十个不等的小类，编号从A00始，到E99止。

## 开局类型

### 炮类开局
炮类开局中，最为流行，也是变化最多的是中炮类开局（即红方第一步走炮二平五或炮八平五），ECCO编号的近多半（B00～D55）均为此类开局。其后红黑双方走子的不同，中炮类开局可演化为顺炮、列炮、中炮对屏风马、中炮对反宫马、中炮对单提马等多种局面变化，其中顺炮局可继续发展为顺炮直车对横车、顺炮横车对直车、顺炮直车对缓开车等布局；中炮对屏风马可发展成五七炮对屏风马、五六炮对屏风马、中炮巡河炮对屏风马等布局；中炮对反宫马可演变为五六炮对反宫马、五七炮对反宫马等。
炮类其他比较常见的布局还有过宫炮局（炮二平六或炮八平四）和仕角炮局（炮二平四或炮八平六）等。过宫炮局是一种古老的布局，主要布局构思是集中兵力攻击对手的一翼；仕角炮开局新兴于20世纪80年代初，可根据形势需要演变成反宫马、单提马等阵势。
其他较为冷门的炮类开局有巡河炮（炮二进二或炮八进二）、兵底炮（炮二平三或炮八平七）、边炮（炮二平一或炮八平九）、过河炮（炮二进四或炮八进四）和金钩炮（炮二平七或炮八平三）等。其中，巡河炮开局多用于让子棋中的让双马棋。
| B41 五六炮左正马对反宫马 | C18 中炮过河车七路马对屏风马 | D04 顺炮横车对直车 |

| A53 仕角炮转反宫马对右中炮 | A65 过宫炮直车对左中炮横车 |

### 兵类开局
兵类开局以进三路兵（兵三进一）或进七路兵（兵七进一）为多见，称为仙人指路，此局面可演化为仙人指路对卒底炮、对兵局等。
兵类开局也有进边兵（兵一进一或兵九进一）的招法，即边兵局，有的地方也称“九尾龟”，这种开局较为冷门。
| E02 仙人指路进右马对飞象 | E17 仙人指路转左中炮对卒底炮转顺炮 | E42 对兵互进右马局 |

### 相类开局
相类开局的飞相局（红方第一步棋走相三进五或相七进五）虽也是一种古老的布局类型，但长期以来都被认为是“左道旁门”，棋谚甚至有“臭棋乱飞相”之说。直到20世纪80年代，在以胡荣华为代表的象棋大师们的研究下，飞相局才得以发展，并开始流行。飞相局可发展为顺相局、飞相进右马对左过宫炮等多种局面。

### 马类开局
马类开局有起马局（马二进三或马八进七）和边马局（马二进一或马八进九）等，二者相较，起马局较为热门，边马局则较少见。起马局可演变为起马对进7卒、起马互进七兵局等布局。
| A16 飞相进七兵对进右马 | A31 飞相进右马对左过宫炮 | A44 起马转中炮对进7卒 |

### 其他开局
除了上述几种开局外，也有第一步上仕（仕四进五或仕六进五）的开局，称为上仕局。这种布局也属于冷门布局，在专业棋手对局中出现的次数较少。